# Jigawa

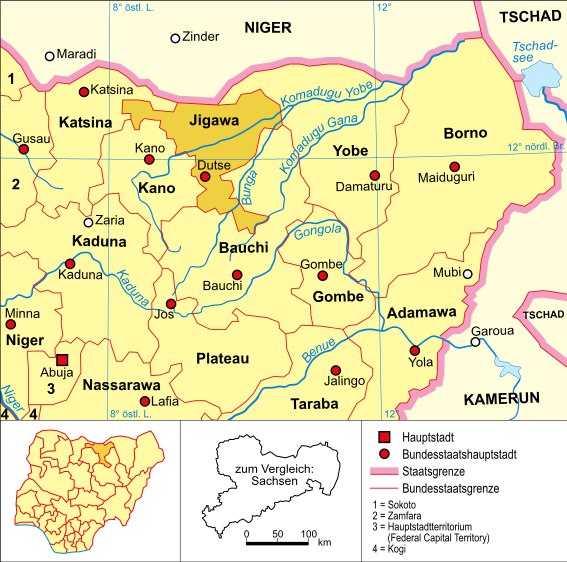
Lage von Jigawa in Nigeria

Jigawa ist ein Bundesstaat des westafrikanischen Landes Nigeria mit der Hauptstadt Dutse. Die größte Stadt des Bundesstaates ist Hadejia mit 110.761 Einwohnern (2005).

## Geografie
Der Bundesstaat liegt im Norden des Landes und grenzt im Norden an die Republik Niger, im Nordwesten an den Bundesstaat Katsina, im Nordosten an den Bundesstaat Yobe, im Süden und Osten an den Bundesstaat Bauchi und im Westen an den Bundesstaat Kano. Der Bundesstaat liegt im nigerianischen Teil des Tschadbeckens und wird von den Quellflüssen des Komadugu Yobe durchquert, des Hadeija und des Jama’are. An der Höhe der Ortschaft Hadeija zweigt der Kafin Hausa vom Hadeija ab und fließt parallel zu ihm, dort beginnen die westlichen Ausläufer der Hadejia-Nguru-Feuchtgebiete. Dessen im Bundesstaat liegender Sektor das Baturiya Wetlands Game Reserve bildet, ein Feuchtgebiet von internationaler Bedeutung und seit 2008 ein Schutzgebiet der Ramsar-Konvention ist.

## Geschichte
Der Bundesstaat wurde am 27. August 1991 aus einem Teil des Bundesstaates Kano gebildet. Erster Administrator war zwischen 28. August 1991 und Januar 1992 Olayinka Sule. 
Gegenwärtiger Gouverneur ist seit 29. Mai 1999 Saminu Turaki. Unter ihm wurde die Scharia als Hauptquelle der Rechtsprechung eingeführt.

## Gouverneure und Administratoren
- Olayinka Sule (Administrator 1991–1992)
- Ali Sa'ad Birnin-Kudu (Gouverneur 1992–1993)
- J. Aliyu (Administrator 1993–1996)
- R. A. Shekani (Administrator 1996–1998)
- Abubakar Maimalari (Administrator 1998–1999)

## Verwaltung
Der Staat gliedert sich in 27 Local Government Areas. 
Diese sind: Auyo, Babura, Biriniwa, Birnin-Kudu, Buji, Dutse, Gagarawa, Garki, Gumel, Guri, Gwaram, Gwiwa, Hadejia, Jahun, Kafin-Hausa, Kazaure, Kiri-Kasama, Kiyawa, Kuagama, Maigatari, Malam-Maduri, Miga, Ringim, Roni, Sule-Tankakar, Taura und Yankwashi.

## Wirtschaft
Hauptwirtschaftszweig in Jigawa ist die Landwirtschaft. Etwa 90 Prozent der erwerbstätigen Bevölkerung sind in ihr beschäftigt. 
An Bodenschätzen befinden sich im Bundesstaat Kaolin, Turmaline, Amethyst, Mergelsteine, Pottasche, Eisenerz, Kupfer, Gold, weißer Quarz, Lehm und Antimon.
Koordinaten: 12° 0′ N, 9° 24′ O